# Dimiter Inkiow

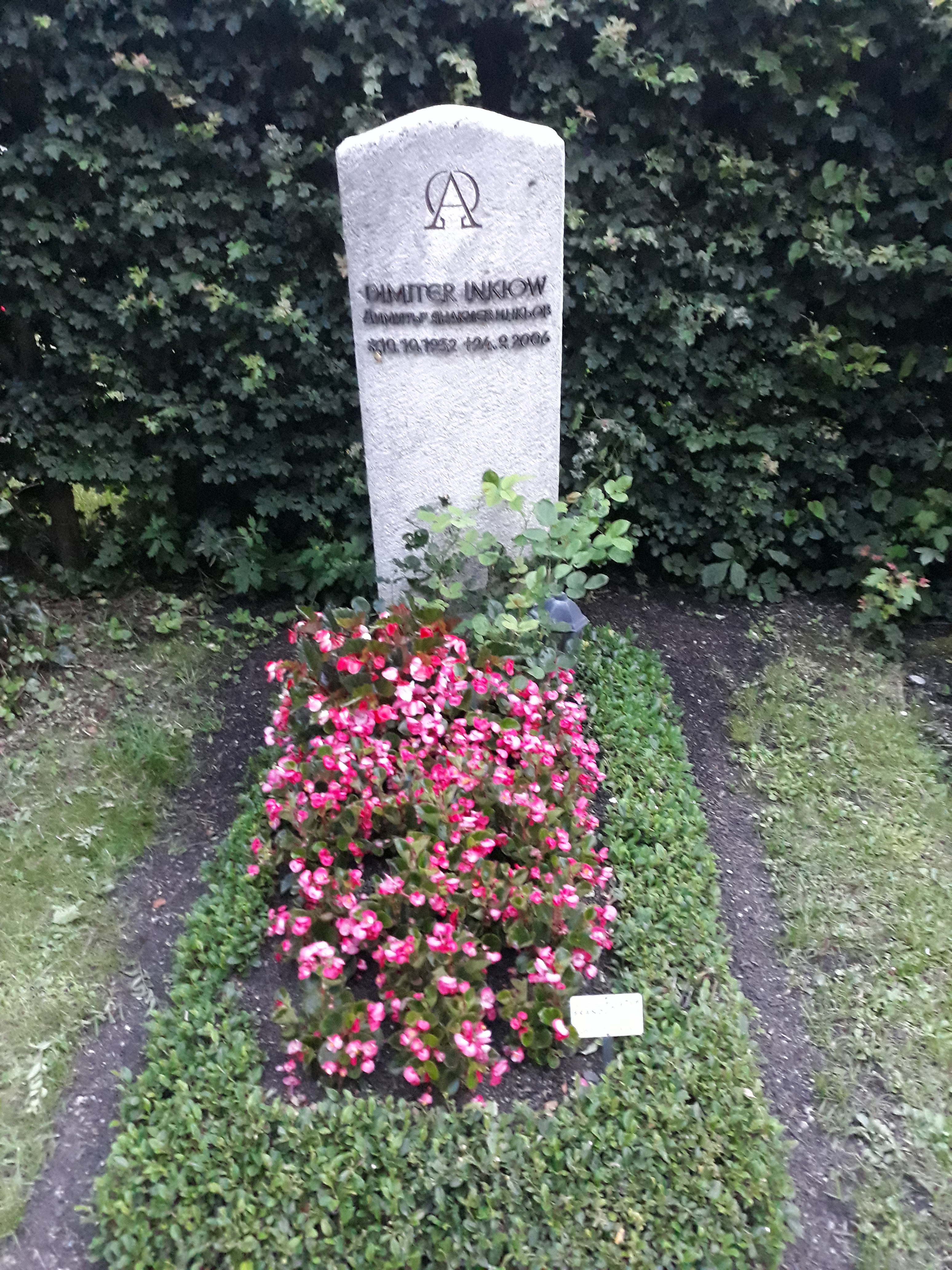
Das Grab von Dimiter Inkiow auf dem Nordfriedhof (München)

Dimiter Inkiow (bulgarisch Димитър Янакиев Инкьов, deutsche Transkription: Dimitar Janakiew Inkiow; * 10. Oktober 1932 in Chaskowo; † 24. September 2006 in München) war ein bulgarisch-deutscher Kinderbuchautor.

## Leben
Inkiow absolvierte zunächst ein Studium mit Abschluss als Bergwerk-Ingenieur, später folgte dann ein Studium an der Akademie für Schauspielkunst und Theaterwissenschaft in Sofia, er schloss mit einem Diplom als Regisseur ab. Er verfasste zahlreiche Bühnenstücke und geriet wegen einer Komödie in Konflikt mit der bulgarischen Regierung und musste das Land 1965 verlassen. Er lebte als politischer Flüchtling in Deutschland (München) und schrieb bis 1991 Kommentare und Satiren für Radio freies Europa (Radio Free Europe) in München. Von ihm sind über 100 Kinderbücher erschienen, die weltweit in 25 Sprachen übersetzt wurden. Darunter waren Serien wie Ich und meine Schwester Klara, ab 2001 erzählte er griechische Sagen und das große Epos der Ilias für Kinder nach. Er verstarb am 24. September 2006 in München.

## Werke

### Buchserien

#### Erzähl mir...
1. Erzähl mir vom Fliegen, 1986
2. Erzähl mir vom Wasser. Die Abenteuer von Plimp und Plomp, 1986
3. Erzähl mir von der Erde. Eine Geisterreise um die Welt, 1987
4. Erzähl mir vom Rad. Wie das Rad ins Rollen kam, 1987
5. Erzähl mir von der Sonne. Ein Sonnenstrahl auf großer Fahrt, 1988

#### Geheimformel
1. Geheimformel 101. Planet der kleinen Menschen. Franz Schneider Verlag, München 1978, ISBN 3-505-07828-X
2. Geheimformel 102: Club der Unsterblichen, Franz Schneider Verlag, München 1978, ISBN 3-505-07849-2
3. Geheimformel 103. Das Geheimnis der Gedankenleser, 1979, ISBN 3-505-07963-4

#### Ich, der Riese, und ...
1. Ich, der Riese, und der Zwerg Schnips, 1981
2. Ich, der Riese, und der große Schreck, 1982

#### Leo, der Lachlöwe
1. Leo der Lachlöwe, 1981
2. Leo der Lachlöwe im Schlaraffenland, 1982

#### Meine Schwester Klara / Ich und Klara
1. Ich und meine Schwester Klara. Erika Klopp Verlag, Berlin 1977
2. Ich und Klara und der Kater Kasimir. Erika Klopp Verlag, Berlin 1978
3. Ich und Klara und der Dackel Schnuffi. Erika Klopp Verlag, Berlin 1978
4. Ich und Klara und das Pony Balduin, 1979
5. Ich und Klara und der Papagei Pippo, 1981
6. Ich und Klara und das Pony Balduin. Erika Klopp Verlag, Berlin 1979
7. Ich und Klara und der Papagei Pippo. Erika Klopp Verlag, Berlin 1981
8. Ich und meine Schwester Klara. Die schönsten Geschichten. Erika Klopp Verlag, München 1989
9. Ich und meine Schwester Klara. Die lustigsten Tiergeschichten. Erika Klopp Verlag, München 1994
10. Meine Schwester Klara und die Geister, 1982
11. Meine Schwester Klara und der Löwenschwanz, 1982
12. Meine Schwester Klara und die Pfütze, 1982
13. Meine Schwester Klara und der Haifisch, 1983
14. Meine Schwester Klara und ihr Schutzengel, 1983
15. Meine Schwester Klara und der Schneemann, 1984
16. Meine Schwester Klara und ihr Geheimnis, 1984
17. Meine Schwester Klara und das liebe Geld, 1985
18. Meine Schwester Klara und die große Wanderung, 1985
19. Meine Schwester Klara und ihre Kochlöffel, 1986
20. Meine Schwester Klara und das Lachwürstchen, 1987
21. Meine Schwester Klara und der Osterhase, 1988
22. Meine Schwester Klara und die geschenkte Maus, 1988
23. Meine Schwester Klara und der Piratenschatz, 1988
24. Meine Schwester Klara und Oma Müllers Himbeeren, 1989
25. Meine Schwester Klara und ihre Mausezucht, 1990
26. Meine Schwester Klara ist Umweltschützerin, 1990
27. Meine Schwester Klara und der lustige Popo, 1992
28. Meine Schwester Klara ist die Größte! 1992
29. Meine Schwester Klara und das große Pferd, 1993
30. Meine Schwester Klara erzählt Witze, 1994
31. Meine Schwester Klara und das Fahrrad, 1995
32. Meine Schwester Klara stellt immer was an, 1995
33. Klara und Ich in Amerika, 2003

Siehe auch Ich und meine Schwester Klara

#### Susanne
1. Hurra, unser Baby ist da!, 1984
2. Hurra, Susanne hat Zähne!, 1985
3. Susanne ist die Frechste, 1988
4. Ich hab dich ganz stark lieb, Susanne, 1990
5. Ich bin Susannes großer Bruder, 1991

#### Transi Schraubenzieher
1. Transi Schraubenzieher, 1975
2. Transi hat'ne Schraube locker, 1976[1]

### Einzelgeschichten
- Die Puppe die ein Baby haben wollte / Куклата, която искаше да си има бебе, 1974
- Das fliegende Kamel und andere Geschichten. Franz Schneider Verlag, München 1979, ISBN 3-505-07911-1.
- Miria und Räuber Karabum, 1974
- Der kleine Jäger, 1975
- Reise nach Peperonien, 1977
- Kunterbunte Traumgeschichten, 1978
- Der Klub der Unsterblichen, 1978
- Der grunzende König, 1979
- Das fliegende Kamel, 1979
- Der versteckte Sonnenstrahl, 1980
- Fünf fürchterliche Räubergeschichten, 1980
- Eine Kuh geht auf Reisen, 1981
- Der Hase im Glück, 1982
- Maus und Katz, 1983
- Kleiner Bär mit Zauberbrille, 1983
- Ein Igel im Spiegel, 1984
- Die fliegenden Bratwürstchen, 1985
- Die Karottennase, 1986
- Was kostet die Welt – Geschichten ums Geld /История на парите/, 1986
- Peter und die Menschenzähnefresser, 1987
- Gullivers wundersame Reise auf die Insel Liliput, 1987
- Die Katze fährt in Urlaub, 1988
- Der singende Kater. Neue Maus- und Katzengeschichten, 1989
- Das Buch erobert die Welt, 1990
- „Inkiow's schönstes Lesebuch“, 1990/1993
- Pipsi und Elvira. Ganz neue Katz- und Maus-Geschichten, 1990
- Mein Opa, sein Esel und ich, 1990
- Das kluge Mädchen und der Zar, 1990
- Herkules, der stärkste Mann der Welt (Griechische Sagen), 1991
- Die Katze lässt das Mausen nicht (Fabeln nach Aesop), 1991
- Ein Kater spielt Klavier, 1991
- Inkiows schlaues Buch für schlaue Kinder, 1991
- Das Buch vom Fliegen, 1991
- Das sprechende Auto, 1992
- Filio, der Baum, 1992
- Der Widder mit dem goldenen Fell, 1992
- Wie Siegfried den Drachen besiegte. Europäische Sagen, 1993
- Ist die Erde rund? Geschichten für Neugierige, 1993
- Der Prinz mit der goldenen Flöte (Schulbuch für Klassensätze), 1993
- Der bebrillte Rabe, 1993
- Antonius wird Mauspatenonkel, 1993
- Hund und Floh – Die hüpfenden Gaste, 1993
- Wie groß ist die Erde?, 1993
- Die Gänse, der Fuchs und der Luchs, 1994
- Das Abc-Zauberbuch, 1994
- Der größte Esel, 1994
- Das Krokodil am Nil, 1994
- Lustige Abc Geschichten, 1994
- Das Kaninchen und der Frosch, 1995
- Das Madchen mit den viereckigen Augen, 1995
- Die Glücksschweine/Eine Maus im Haus, 1996
- Die fliegende Schildkrote, 1996
- Die Abenteuer des Odysseus, 1999
- Aesops Fabeln, 1999
- Orpheus, Sisyphos & Co, 2001
- Ein wunderschöner, schlechter Tag, 2001
- Die Krokodilbauchbesichtigung, 2001
- Achtung! Menschenzähnefresser, 2003
- Die Bibel für Kinder, 2003
- Aesops Fabeln oder Die Weisheit der Antike, 2004
- Велко Верин – Фейлетони, 2000 – CD
- Ботуш Каишев и другите, 2003, ISBN 954-91241-8-5.
- Ботуш Каишев и новото време, 2004
- Die schönsten griechischen Sagen. Illustrationen: Wilfried Gebhard. Ellermann Verlag, Hamburg 2005, ISBN 978-3-7707-2822-0.
- Die spannendsten griechischen Sagen. Illustrationen: Wilfried Gebhard. Ellermann Verlag, Hamburg 2007, ISBN 978-3-7707-2823-7.
- Die Abenteuer des Odysseus
- Als Zeus der Kragen platzte
- Peter und die Menschenzähnefresser, 1987

### CDs und Hörbücher
- Griechische Sagen I. Igel Records.
- Griechische Sagen II. Igel Records.
- Griechische Sagen III. Igel Records.
- Die Heldentaten des Herkules. Igel Records.
- Die Abenteuer des Odysseus. Igel Records.
- Der komische Otto
- Jason und Medea. Igel Records 2001
- Jason und die Argonauten. Igel Records.
- Der Zug der Argonauten – Der Kampf um das goldene Vlies. Igel Records 2000
- Aesops Fabeln. Igel Records.
- Die Götter des Olymp. Igel Records.
- Die Katze lässt das Mausen nicht. Igel Records.
- Die Bibel – Das alte Testament. Igel Records.
- Die Bibel – Das neue Testament. Igel Records.
- Hund Katze Maus Lalala song. Igel Records.

### Weitere
- Nominierung für den deutschen Hörbuchpreis 2006:
- Die schönsten griechischen Sagen. Ellermann, 2005, ISBN 3-7707-2822-X.